# دسميد بيلي
دسميد بيلي (الاسم العلمي: Desmidium baileyi) هو نوع من الطحالب الخضراء يتبع جنس الدسميد من فصيلة الدسميدية.